# Atnach hafuch
| ֽ   | Silluq           |  | ֫ ֥  | Ole we-Jored        |
| ֑   | Etnachta         |  | ֗   | Rewia gadol         |
| ֝ ֗  | Rewia Mugrasch   |  | ֓ ׀ | Schalschelet gedola |
| ֮   | Zarqa (Trope)    |  | ֗   | Rewia qaton         |
| ֭   | Dechi            |  | ֡   | Pazer               |
| ֤ ׀ | Mahpach legarmeh |  | ֨ ׀ | Asla legarmeh       |

| ֣ | Munach        |  | ֥ | Mercha       |
| ֬ | Illuj         |  | ֖ | Tipcha       |
| ֢ | Atnach hafuch |  | ֤ | Mahpach      |
| ֨ | Qadma         |  | ֓ | Schalschelet |
| ֘ | Zinnorit      |  |  |              |

Atnach hafuch ◌֢ hebräisch אַתְנָח הָפוּך֢ auch Galgal oder Jerach ist eine Trope in der jüdischen Liturgie und zählt zu den biblischen Satz-, Betonungs- und Kantillationszeichen, den Teamim.

## Begriffe
| Trope                                                                          |
| ------------------------------------------------------------------------------ |
| von altgriechisch τρόπος tropos über jiddisch טראָפּ trop dt.: Betonung, Melodie |

אַתְנָח הָפוּך֢ ist mit „umgedrehtes Etnachta“ zu übersetzen. Die Bezeichnung גַּלְגַּל Galgal, deutsch ‚Rad‘ ist ebenfalls geläufig. Die Tabula accentuum nennt diese Trope, wie auch Jerach ben jomo (transliteriert) Galgal, oder Jèraḥ.

## Grammatik
Atnach hafuch ist ein konjunktiver Akzent zu Ole we-Jored und zu Pazer. Bei Ole we-Jored steht es, wenn die Betonung auf der zweiten oder einer späteren Silbe steht, andernfalls steht das entsprechende Wort dort mit Mahpach. Direkt vor Pazer kann nur Atnach hafuch stehen. Dieser Tropenfolge können jedoch zusätzliche konjunktive Akzente vorausgehen. Atnach hafuch steht darüber hinaus in einigen wenigen Fällen anstelle eines Meteg als zweites Betonungszeichen an einem Wort.

## Symbol
Das Symbol gleicht Jerach ben jomo, es hat jedoch einen eigenen Codepunkt im Unicode.
| Name            | Beschreibung                                       | Zeichen | Codepunkt | Unicode-Name                 | Codeblock              | Anmerkung                |
| --------------- | -------------------------------------------------- | ------- | --------- | ---------------------------- | ---------------------- | ------------------------ |
| Atnach hafuch   | Trope in der jüdischen Liturgie                    | ◌֢       | U+05A2    | HEBREW ACCENT ATNAH HAFUKH   | Unicodeblock Hebräisch | nur im poetischen System |
| Jerach ben jomo | Betonungszeichen (Trope) in der jüdischen Liturgie | ◌֪       | U+05AA    | HEBREW ACCENT YERAH BEN YOMO | Unicodeblock Hebräisch | nur im Prosa-System      |
| Etnachta        | Betonung; Versmitte                                | ◌֑       | U+0591    | HEBREW ACCENT ETNAHTA        | Unicodeblock Hebräisch |                          |

## Vorkommen
| ספרי אמ"ת סִפְרֵי אֱמֶת                                                                            | ספרי אמ"ת סִפְרֵי אֱמֶת |
| --------------------------------------------------------------------------------------------- | ------------------ |
| Sifre Emet [siɸre ʔɛmɛt] deutsch ‚Bücher Emet‘, bzw. ‚Bücher der Wahrheit‘                    |                    |
| אִיוֹב                                                                                          | (Ijob)             |
| מִשְלֵי                                                                                          | (Sprichwörter)     |
| תְהִלִּים                                                                                         | (Psalmen)          |
| Anfangsbuchstaben der Bücher Ijob , Sprichwörter und Psalmen bilden zusammen das Merkwort אֱמֶת |                    |

| Teil des Tanach | Atnach Hafuch | Atnach Hafuch statt Meteg |
| --------------- | ------------- | ------------------------- |
| Psalmen         | 195           | 13                        |
| Ijob            | 15            | 2                         |
| Sprüche         | 9             | 3                         |
| Gesamt          | 219           | 18                        |

Atnach hafuch zählt zu den Ta’amei Sifre Emet טַעֲמֵי סִפְרֵי אֱמֶ"ת, den Teamim der Emet.
Die Tabelle zeigt das Vorkommen der Trope in den Emet und führt insbesondere auch auf, wie oft es an Stelle von Meteg verwendet wird.